# Kafrbasin
Kafrbasin (arab. كفرباسين) – miejscowość w Syrii, w muhafazie Idlib. W 2004 roku liczyła 1370 mieszkańców.